# Schoenus apogon
Schoenus apogon är en halvgräsart som beskrevs av Johann Jakob Roemer och Schult.. Schoenus apogon ingår i släktet axagssläktet, och familjen halvgräs.

## Underarter
Arten delas in i följande underarter:
- S. a. apogon
- S. a. caespitans